# Șelesteanî, Nova Ușîțea
Șelesteanî (în ucraineană Шелестяни) este un sat în comuna Kosîkivți din raionul Nova Ușîțea, regiunea Hmelnîțkîi, Ucraina.

## Demografie
Componența lingvistică a localității Șelesteanî
     Ucraineană (98,99%)
     Rusă (1,01%)
Conform recensământului din 2001, majoritatea populației localității Șelesteanî era vorbitoare de ucraineană (98,99%), existând în minoritate și vorbitori de rusă (1,01%).